# 布爾基夫齊 (白采爾克瓦區)
49°25′28″N 29°36′13″E / 49.42444°N 29.60361°E
布爾基夫齊（烏克蘭語：Бурківці）是位於烏克蘭北部的村莊，由基辅州白采爾克瓦區的泰蒂伊夫市鎮負責管轄。該村始建於1550年，面積2.21平方公里，海拔高度232米，2024年人口401，人口密度每平方公里258.7人。